# Masahiko Harada
Pour les articles homonymes, voir Harada.
Masahiko Harada (原田 雅彦, Harada Masahiko), né le 9 mai 1968 à Kamikawa (Japon), est un sauteur à ski japonais. Il fait partie des sauteurs japonais les plus titrés, remportant deux titres mondiaux individuels, le titre olympique par équipes en 1998 à Nagano, qui aurait pu être son deuxième, s'il n'avait pas raté son saut aux Jeux olympiques de Lillehammer 1994 et ajoute une médaille de bronze individuelle en 1998. Dans la Coupe du monde, il s'impose sur un total de neuf concours.

## Biographie
En 1987, il fait ses débuts dans l'élite du saut à ski en prenant part à la manche de Coupe du monde disputée à Sapporo, obtenant une quinzième place et un point pour le classement général. Un an plus tard, il est sélectionné pour sa première Tournée des quatre tremplins, où il n'obtient aucun résultat significatif. Il marque de nouveau des points dans la Coupe du monde en 1989-1990, où il saute aux Championnats du monde de vol à ski (30e). Il est sélectionné pour les Championnats du monde en 1991 à Val di Fiemme, où il se place deux fois dans le top vingt.
Harada saute aux Jeux olympiques pour la première fois en 1992 à Albertville, atteignant notamment le quatrième rang au grand tremplin et à l'épreuve par équipes. Il confirme qu'il est la révélation des jeux par une cinquième place à Lahti en Coupe du monde. En 1993, s'il est notamment quatrième de la Tournée des quatre tremplins, son résultat majeur est sa victoire individuelle au petit tremplin des Championnats du monde de Falun
Aux Jeux olympiques d'hiver de 1994 à Lillehammer, alors que l'équipe japonaise est en tête, Hararda réalise un saut insuffisant de 97,5 mètres contre 122 mètres à la première manche, ce qui les relègue au deuxième rang et se contente donc de la médaille d'argent. Dans la Coupe du monde 1993-1994, il collecte deux quatrièmes places en Coupe du monde. En 1994-1995, il hors de forme prenant seulement le 59e rang mondial. Par contre, il rectifie le tir directement à l'entame de la saison 1995-1996, où il se classe troisième sur le concours de Lillehammer, soit son premier podium dans la compétition. En plus de gagner pour la première fois également à Villach, il s'impose sur le concours d'Iron Mountain, puis sur les trois manches de Lahti (deux en individuel et une par équipes). Il est cinquième au classement général final de la Coupe du monde.
L'hiver suivant, il doit attendre le 26 janvier 1997 pour obtenir son premier podium à Hakuba, mais il remporte le plus grand prix en devenant champion du monde à Trondheim sur le grand tremplin, ainsi que vice-champion du monde sur le petit tremplin (derrière Janne Ahonen) et au concours par équipes.
Aux Jeux olympiques d'hiver de 1998 à Nagano, Masahiko Harada veut devenir champion olympique devant son public.
Échouant dans sa mission avec sa cinquième place, c'est le Finlandais Jani Soininen qui est monté sur la plus haute marche du podium du petit tremplin. Sur le grand tremplin, il remporte son unique médaille individuelle aux Jeux, avec le bronze dans un concours remporté par son compatriote Kazuyoshi Funaki.
Au concours par équipes de ces mêmes jeux, avec comme coéquipiers Takanobu Okabe, 
Hiroya Saito et Kazuyoshi Funaki, il a été le seul sauteur à n'avoir eu aucun de ses deux sauts mesurés. Cela tient du fait que les appareils de mesure électronique installés autour du tremplin ne mesuraient que les sauts compris entre 79,5 et 137 mètres. Les longueurs de ses deux sauts furent respectivement plus courtes et plus longues que le champ de vision de l'appareil. Alors que son premier saut est raté, il se rattrape sur le deuxième avec une distance de 137 mètres pour permettre aux Japonais de gagner la médaille d'or, la première dans ce sport depuis 1972.
Au mois de mars, sur la Tournée nordique, il ajoute un neuvième succès à son palmarès en Coupe du monde, aussi son dernier lors de la manche de Trondheim. Au terme d'une saison serrée, il est quatrième du classement général de la Coupe du monde soit le meilleur de sa carrière.
En 1999, il confirme qu'il est un homme de championnats, gagnant deux médailles aux Mondiaux de Ramsau, en argent par équipes et en bronze au petit tremplin. Il est ensuite troisième sur le tremplin de Trondheim pour son seul podium de l'hiver en Coupe du monde.
Il est également le vainqueur de deux éditions du Grand Prix d'été en 1997 et 1998.
Aux Championnats du monde 2001, pour son ultime participation, il est notamment cinquième au grand tremplin, mais se loupe au grand tremplin (33e). Durant cette même saison, il figure sur ses derniers podiums dans la Coupe du monde, en individuel avec une troisième place à Oberstdorf (le 21e de sa carrière) et par équipes à Park City (victoire).
Sur les Jeux olympiques de Salt Lake City, il se retrouve deux fois vingtième en individuel et se classe cinquième par équipes.
De la saison 2002-2003 à la saison 2005-2006, il est seulement présent dans le circuit de la Coupe continentale, où il monte sur un podium en 2005 à Saint-Moritz (2e).
En 2006 à Turin, il prend part pour la cinquième fois à des jeux olympiques de justesse, après avoir impressionné son entraîneur aux entraînements, mais ne parvient pas à passer la barre des qualifications sur le concours sur petit tremplin, à cause d'une disqualification. Peu après, il prend sa retraite sportive. Il devient alors entraîneur dans l'équipe Snow Brand Milk qu'il a représenté durant sa carrière.

## Palmarès

### Jeux olympiques
| Épreuve / Édition | Albertville 1992 | Lillehammer 1994 | Nagano 1998 | Salt Lake City 2002 |
| Petit tremplin    | 14e              | 55e              | 5e          | 20e                 |
| Grand tremplin    | 4e               | 13e              | Bronze      | 20e                 |
| Par équipes       | 4e               | Argent           | Or          | 5e                  |

### Championnats du monde
| Épreuve / Édition | Épreuve / Édition | Val di Fiemme 1991 | Falun 1993 | Thunder Bay 1995 | Trondheim 1997 | Ramsau 1999 | Lahti 2001 |
| Petit tremplin    | Petit tremplin    | 15e                | Or         | 53e              | Argent         | Bronze      | 5e         |
| Grand tremplin    | Grand tremplin    | 17e                | 4e         |                  | Or             | 6e          | 33e        |
| Par équipes       | PT                |                    |            |                  |                |             | 4e         |
| Par équipes       | GT                |                    | 5e         |                  | Argent         | Argent      | 4e         |

PT : petit tremplin, GT : grand tremplin 

### Championnats du monde de vol à ski
| Épreuve / Édition | Vikersund 1990 | Harrachov 1992 |
| Individuel        | 30e            | 19e            |

### Coupe du monde de saut à ski
- Meilleur classement général : 4e en 1998.
- 21 podiums individuels : 9 victoires, 3 deuxièmes places et 9 troisièmes places.

#### Victoires individuelles
| Année | Lieu |
| 1996  | Villach (Autriche), Iron Mountain (États-Unis), Lahti x2 (Finlande)                                            |
| 1998  | Villach (Autriche), Harrachov (République tchèque), Engelberg (Suisse), Ramsau (Autriche), Trondheim (Norvège) |

#### Classements généraux
| Compet'/Année | Compet'/Année | Classement général | Classement général |
| ------------- | ------------- | ------------------ | ------------------ |
| Compet'/Année | Compet'/Année | Class.             | Points             |
| 1987          | 1987          | 85e                | 1                  |
| 1990          | 1990          | 52e                | 3                  |
| 1992          | 1992          | 29e                | 24                 |
| 1993          | 1993          | 16e                | 45                 |
| 1994          | 1994          | 15e                | 270                |
| 1995          | 1995          | 59e                | 27                 |
| 1997          | 1997          | 29e                | 156                |
| 1998          | 1998          | 4e                 | 149                |
| 1999          | 1999          | 9e                 | 720                |
| 2000          | 2000          | 11e                | 745                |
| 2001          | 2001          | 26e                | 167                |
| 2002          | 2002          | 38e                | 97                 |